# Théologie dialectique
La théologie dialectique (appelée aussi théologie de crise ou néo-orthodoxie) est une approche de la théologie au sein du protestantisme qui fut développée à la suite de la Première Guerre mondiale (1914-1918). Elle se caractérise par une réaction aux doctrines de la théologie libérale du XIXe siècle et une réaffirmation de l'autorité des enseignements de la Réforme,, lesquels étaient en déclin (notamment en Europe de l'Ouest) depuis la fin du XVIIIe siècle. Elle est principalement associée à deux théologiens et pasteurs suisses, Karl Barth (1886-1968) et Emil Brunner (1889-1966). Bien que qualifiés de « néo-orthodoxes », ils n'acceptaient pas ce terme, expliquant qu'ils rejetaient le principe orthodoxe du littéralisme biblique.

## Révélation
La théologie dialectique insiste beaucoup sur la révélation de Dieu par Dieu qu'elle conçoit comme la source de la doctrine chrétienne. La théologie naturelle, dont Thomas d'Aquin est l'un des partisans, affirme que la connaissance de Dieu peut être obtenue à partir d'une combinaison d'observation de la nature et de raison humaine ; cette question reste un sujet très controversé jusqu'à ce jour au sein de la chrétienté. Karl Barth rejetait totalement la théologie naturelle parce qu'il pensait que notre vision est brouillée par les déformations de nos transgressions ou péchés. Emil Brunner de son côté, soutenait que la théologie naturelle jouait un rôle important bien que non décisif. Un sévère désaccord exista donc entre les deux hommes, le premier d'une série de controverses qui empêchèrent le mouvement d'acquérir un caractère homogène et monolithique, ce qui est plutôt inhabituel étant donné la tendance des systèmes théologiques à engendrer une certaine conformité aux préceptes établis par un personnage fondateur et vénéré.

## Transcendance de Dieu
La plupart des penseurs néo-orthodoxes insistèrent sur la transcendance de Dieu. Barth pensait que l'importance accordée à l'immanence de Dieu avait conduit les êtres humains à imaginer que Dieu n'était rien de plus que l'humanité en plus grand. Il mit l'accent sur la « différence qualitative infinie » entre l'humain et le divin, ce qui constituait un revirement en direction des enseignements protestants antérieurs sur la nature de Dieu ainsi qu'un rejet de l'héritage intellectuel de la philosophie idéaliste. Il s'ensuivait ainsi une dévalorisation des approches métaphysiques et philosophiques de la foi, même si certains penseurs, notamment Paul Tillich, tentèrent d'adopter une trajectoire médiane entre la transcendance stricte et l'analyse ontologique de la condition humaine, position qui provoqua une nouvelle division au sein du mouvement.

## Existentialisme
Certains théologiens néo-orthodoxes s'inspirèrent de la pensée existentialiste. Rudolf Bultmann (associé à Barth et Brunner dans les années 1920 notamment) fut fortement influencé par son ancien collègue à Marbourg, le philosophe existentialiste allemand Martin Heidegger. Reinhold Niebuhr et, dans une moindre mesure et principalement dans ses premiers travaux, Karl Barth, furent influencés par les écrits du philosophe danois du XIXe siècle, Søren Kierkegaard. Celui-ci était un détracteur de l'effort chrétien moderniste libéral, alors à la mode, de rationaliser le christianisme, de le rendre acceptable pour ceux que Friedrich Daniel Ernst Schleiermacher, un chrétien libéral, appelait les « personnes cultivées d'entre les mépriseurs de la religion ». À la place, sous des pseudonymes tels que Johannes Climacus, il soutenait que le christianisme est irrationnel (il transcende la compréhension humaine) et offre aux individus des choix paradoxaux. Selon lui, la décision de devenir chrétien n'est pas fondamentalement une décision rationnelle mais un « saut de la foi ». Les opposants à l'approche de Kierkegaard et à la néo-orthodoxie en général la qualifièrent de fidéisme, de refus flagrant de trouver du soutien à la foi en dehors de sa propre sphère. En revanche, dans leur grande majorité, ses partisans répliquent que de tels soutiens à la foi n'existent pas, et que les raisons et preuves supposées de la foi sont des fabrications des hommes déchus, constituant dans le fond une idolâtrie, ce qui est un grave péché systématiquement condamné dans la Bible. Certains néo-orthodoxes allèrent plus loin encore en revendiquant une plus grande affinité sur cette question avec les athées qu'avec les caractéristiques culturelles et théologiques de la prétendue « chrétienté » que Kierkegaard dénonça fielleusement dans ses dernières œuvres.

## Péché et nature humaine
Dans la théologie dialectique, le péché n'est pas considéré comme une simple erreur ou une simple ignorance ; il ne peut être vaincu par la raison, la réflexion intellectuelle, ou les institutions sociales (par exemple l'école) ; il peut seulement l'être par la grâce de Dieu à travers Jésus-Christ. Le péché y est vu comme quelque chose d'impie au sein de la nature humaine elle-même. Il s'agit ici d'une restauration des enseignements historiques sur le péché originel (s'appuyant en particulier sur Augustin d'Hippone), bien que les penseurs néo-orthodoxes évitèrent d'une manière générale les interprétations légales à propos du péché et donc leurs conséquences logiques de la corruption totale, à la différence des générations passées qui énonçaient le dogme et - par extension - les systèmes hiérarchiques de domination ecclésiastique. Pour les esprits néo-orthodoxes, les moyens de transmission supposée du péché ne sont en aucun cas aussi importants que sa réalité omniprésente. En tant que telle, l'association du péché originel à la sexualité ne produit que du moralisme, une droiture qui est excessivement optimiste et assez illusoire au sujet des aptitudes humaines à résister au pouvoir de l'incrédulité et de la désobéissance dans tous les domaines de la vie, et pas seulement au niveau du comportement sexuel. Cette conviction centrale au sujet de l'universalité et de l'intransigeance du péché comprend une part de déterminisme et a ainsi considérablement offensé ceux qui soutenaient que les êtres humains sont capables d'effectuer leur salut entièrement ou en partie (synergisme). En d'autres mots, on pourrait affirmer que la théologie dialectique a une plus grande estime pour la tragédie dans l'existence humaine que le conservatisme et le libéralisme, un point souligné par un observateur d'aujourd'hui du mouvement, le théologien canadien Douglas John Hall.

## Relation avec les autres théologies
La théologie dialectique se distingue du protestantisme libéral et de l'évangélisme, mais elle ne peut pas être considérée comme une position médiane entre les deux, bien que certains observateurs aient tenté de lui confier ce rôle. Elle s'appuie sur des héritages théologiques protestants variés (en premier lieu luthériens et calvinistes) dans le cadre d'une tentative de réhabiliter les dogmes chrétiens en les soustrayant à la pensée des Lumières. Cependant, ses partisans n'accordaient pas de valeur en soi au fait de réhabiliter la tradition, à la différence des réactions fondamentaliste ou confessionnaliste aux approches individualiste et subjectiviste (passées ou présentes) de la foi chrétienne. Cet héritage doctrinal du protestantisme est seulement employé afin d'affirmer, à la manière de la tradition, la parole vivante de Dieu en Jésus-Christ. Les assertions issues du texte biblique ou des déclarations de foi des hommes, ne sont pas à leurs yeux suffisantes pour que l'on puisse construire une théologie autour d'elles. De plus, dans la recherche politique de la justice sociale et de la liberté et de l'honnêteté intellectuelles, la néo-orthodoxie, à la différence des conservateurs dont ils étaient accusés par leurs détracteurs de ressembler, a souvent effectué des alliances pratiques avec les libéraux, les deux groupes partageant une profonde hostilité à tout autoritarisme, à la fois dans le cadre de l'Église et de l'État.
L'étendue du terme « néo-orthodoxie » cependant, a conduit à son abandon en tant que classification utile, notamment après l'apparition de nouvelles orientations au sein de la théologie protestante dans les années 1960. Celles-ci incluaient le mouvement de la « mort de Dieu », lequel s'en prenait aux fondements culturels et linguistiques de toute la théologie précédente, ainsi que le regain de l'intérêt porté, parmi les spécialistes de la Bible, au prétendu « Jésus historique », analyse largement exclue par les théologiens néo-orthodoxes qui la pensaient sans rapport avec la foi chrétienne sérieuse. Néanmoins, certains positions et visions du monde portées par la théologie dialectique, influencèrent des courants théologiques ultérieurs, tels que la théologie de la libération dans les années 1970 et 1980, et la théologie postlibérale durant les années 1990 et 2000, bien que la néo-orthodoxie soit distincte des deux sur les plans théologique et éthique (l'utilisation libérationniste de l'analyse conceptuelle marxiste et sa dépendance narrativiste à l'éthique de la vertu n'ont jamais fait partie de la pensée néo-orthodoxe).

## Influence sur le protestantisme américain
Dès l'origine, cette école de pensée a été largement incompatible avec le fondamentalisme chrétien protestant, étant donné que la théologie dialectique accepte en règle générale la critique biblique et qu'elle est restée silencieuse à propos des conflits causés par les sciences de l'évolution. Ainsi en adoptant ces deux comportements, elle conserve certains aspects au moins de la théologie libérale du XIXe siècle. De même, en s'en tenant à son objectif déclaré de ne pas s'engager dans des théories spécifiques de l'inspiration verbale de la Bible, elle considère celles-ci comme largement inférieures (si ce n'est pas importantes du tout) aux événements transformateurs de la vie de Jésus, de sa mort et de sa résurrection.
La réceptivité du mouvement fut la plus forte au milieu du XXe siècle, d'abord au sein des traditions issues des héritages de la Réforme telles que le presbytérianisme, les courants luthériens qui ne professent pas un confessionnalisme strict, et dans une moindre mesure, les dénominations qui précèdent l'actuelle Église unie du Christ. Il fut moins influent parmi les groupes protestants dits mainline qui ont une orientation théologique arminienne, tels que l'Église méthodiste unie, l'Église épiscopale, l'Église chrétienne des Disciples du Christ, les baptistes du Nord. Beaucoup de pasteurs au sein de ces dénominations choisissant de perpétuer les traditions du libéralisme religieux américain (alors que d'autres se tournèrent résolument vers le conservatisme). D'une manière générale, avec les autres courants plus ou moins libéraux du protestantisme, la théologie dialectique faisait beaucoup plus d'adeptes parmi les ministres que parmi les laïcs, et, dans les rangs du clergé, il était populaire en premier lieu chez les éducateurs théologiques.

## Critiques
La théologie dialectique a été critiquée par le fondamentalisme chrétien protestant, qui cherche à éviter une approche académique.
Certains spécialistes allemands ont récemment commencé à mettre en garde à propos des travaux académiques anglo-américains contre une application trop sérieuse de la néo-orthodoxie en tant que paradigme, qualifiant ce genre d'utilisation de « lecture néo-orthodoxe » ou de « mauvaise lecture néo-orthodoxe » de travaux d'un théologien, notamment ceux du toujours respecté Karl Barth. Considérer les travaux de Barth, de ses prédécesseurs et de ses contemporains en termes de facteurs historiques et en relation avec divers mouvements théologiques antérieurs, communs, ou ultérieurs (par exemple des paradigmes théologiques), est cependant toujours une méthode académique valide.

## Figures importantes du mouvement
- Karl Barth[5] (1886-1968)
- Dietrich Bonhoeffer[12] (1906-1945)
- Emil Brunner[5] (1889-1966)
- Rudolf Bultmann (1884-1976)[13]
- Jacques Ellul (1912-1994)
- Reinhold Niebuhr[5] (1892-1971)
- H. Richard Niebuhr[12] (1894-1962)
- Anders Nygren[12] (1890-1978)
- William Stringfellow (en) (1928-1985)
- Eduard Thurneysen (1888-1974)
- Paul Tillich[5] (1886-1965)